# تاخلطيت (تاركا وساي)
تاخلطيت هي إحدى مشيخات المملكة المغربية، تتبع جغرافيا لإقليم كلميم وإداريًا لتاركا وساي. يقدر عدد سكانها بـ 612 نسمة حسب الإحصاء الرسمي للسكان والسكنى لسنة 2004.